# SHUT YOUR MOUTH!!!!!!
「SHUT YOUR MOUTH!!!!!!」（シャット・ユア・マウス!!!!!!）は、日本の女性シンガー・横山ルリカの楽曲。
2015年12月16日にCJビクターエンタテインメントからリリースした、通算6枚目のシングル。楽曲の制作は、音楽プロデューサー・前山田健一（ヒャダイン）が担当した。

## 背景・制作
前作「七色のプリズム」から、7ヶ月後に発表した6thシングル。女性アイドルグループ・アイドリング!!!を卒業後、初めてリリースするシングルとなっている。
楽曲の制作は、1st・2ndシングルを手掛けた音楽プロデューサー・前山田健一（ヒャダイン）が、約2年ぶりにプロデュースを担当した。今作は、「アイドルから脱却した、女性シンガーの横山ルリカを意識して創った」と述べている。
表題曲
表題「SHUT YOUR MOUTH!!!!!!」は、和訳すると『口を閉じろ』『黙れ』などを意味する。楽曲の歌詞では『うるさい』で表現され、本人は、「アイドリング!!!を卒業して、今後個人のみで活動していく決意を、口を閉じて黙って見守っていて欲しいという思いを込めた」と語っている。6連の感嘆符『!!!!!!』については、「アイドリング!!! 3連感嘆符の倍を並べた」と述べている。
サウンドについて前山田は、「90sハウス系を基調としている。フェイクから複雑なコーラスまで、横山の色んな声で構成した」と説明している。本人も同様に、「ヒャダインらしい特徴的な楽曲で、ハモリやコーラスなどを何パターンも録った」と述べ、前山田については、「褒めて伸ばそうとするタイプで、自分が出来る限界ラインのギリギリを要求される。力量を試され、自分の評価を上げて貰っている」と明かした。
リリース時期に横山と番組で共演したハマ・オカモト（OKAMOTO'S）は、「90年代頃まで流行したサンプリング音源・オケヒが多用されている。敢えてこの時期に、懐古な手法を取り入れたのがポイント」だと評している。
カップリング曲
全形態に収録されたc/w「プレゼント」は、1stアルバム『ラピスラズリ』収録の曲「Re-Start」から続く自身4作目の作詞で、「幸福な王道のX'masソングで、男子目線で書いた」と述べている。ほか、通常盤にのみc/w「New day」を収録。こちらは、女性の失恋ソングとなっている。

## リリース
楽曲のシングルCDは、初回限定盤A・B・C、通常盤の4形態でリリース。初回限定盤A・BにはDVD、初回限定盤Cには特製ブックレットが付属する。また、全形態の初回生産分に「イベント参加券」と「応募券」が封入されている。
アートワーク
CDジャケットは全4種。衣装は、表題曲の90sハウスサウンドをイメージした、ストリートファッションとなっている。
特典企画
シングルCDに付与した特典企画を、それぞれ実施した。
- 各シングルに封入されている全形態4種の「応募券」を、指定先に締切日まで応募すると、抽選で特典グッズが当たるキャンペーン。
- 特定の店舗のみで、CD盤全4形態を一括購入すると先着で、4形態を収納できる「全4形態収納スリーブケース」の特典プレゼントを実施。また、後述する指定オンラインショップでは、「ライブ参加券」も期間限定で併せて配布。
- 各リリースイベント会場でスタンプカードが配布され、1回の握手会参加で押印されたスタンプ8個毎につき、その場で特典を配布。
- キャラアニ.comの予約者および、SHIBUYA TSUTAYAでは36時間内限定での予約者に先着で、「生写真」が付属。

## プロモーション
楽曲のプロモーションで、以下のメディアに出演した。
テレビ番組
- チャンネル生回転TV Allザップ! (2015年12月1日、BSスカパー!)
- FULL CHORUS (2015年12月15日、BSスカパー!)
- アイドルヒッツ (2015年12月15日、SPACE SHOWER TV Plus)
- POP PARADE (2015年12月17日、テレビ神奈川) - MVオンエア
- バズリズム (2015年12月18日、日本テレビ) - MVオンエア
- エムオン!ヒッツ (2015年12月18日、MUSIC ON! TV) - MVオンエア

配信番組
- SHUT YOUR MOUTH!!!!!!リリース記念特番〜&ちょこっと有馬記念SP〜 (2015年12月21日 - AmebaFRESH!Studio)

ラジオ番組
- 60TRY部 (2015年12月2日、ラジオ日本)
- 菊地亜美の1ami9 (2015年12月5日、ラジオ日本)
- 何でも聞かせてDX (2015年12月7日、@FM)
- The Nutty Radio Show おに魂 (2015年12月14日、NACK5)
- 乃木坂46永島聖羅のデリシャス・ミュージック (2015年12月16日、@FM)
- メガコンDJのおねだりミュージック・アワー (2015年12月19日、@FM)

主催イベント
指定のオンラインショップで期間中に「CD盤全4形態セット」を予約購入した者および、イベント当日に会場で同セットを購入した者に先着で、横山本人のワンマンライブイベントに参加できるキャンペーンを実施した。
- ビクターエンタテインメント・オンラインショップおよび当日会場購入者
「SHUT YOUR MOUTH!!!!!!」発売前夜・スペシャルリクエストライブ（2015年12月15日、ヤマハ銀座スタジオ）
- タワーレコード・オンラインショップおよび当日会場購入者
横山ルリカ 〜クリスマスイブ・スペシャルライブ〜（2015年12月24日、ヤマハ銀座スタジオ）

## ミュージック・ビデオ
リリースに先行して、ビクターエンタテインメントのYouTubeチャンネルで、楽曲のショートバージョンが公開された。フルバージョンは初回限定盤AのDVDに収録されている。
劇中の演出は、CDジャケットのイメージと同様に、90sを意識したグラフィックとなっている。

## ライブ・パフォーマンス
発売記念イベントも兼ねたミニライブが、下記の日時・場所で実施された。
「SHUT YOUR MOUTH!!!!!!」発売記念イベント ミニライブ
- 2015年11月29日 タワーレコード名古屋近鉄パッセ店 屋上イベントスペース
- 2015年12月5日 池袋ニコニコ本社 P'PARCO
- 2015年12月12日 イオンモール浦和美園 1Fセントラルコート
- 2015年12月13日 タワーレコード福岡PARCO店
- 2015年12月16日 東京ドームシティ ラクーアガーデンステージ
- 2015年12月17日 タワーレコード梅田NU茶屋町店
- 2015年12月19日 お台場ヴィーナスフォート 2F教会広場
- 2015年12月20日 イオンモール幕張新都心グランドモール 1Fグランドスクエア

ライブイベント
以下の音楽イベント等で、楽曲をライブ披露している。
- 音霊 OTODAMA 空FES 2015『〜冬、空に一番近い祭〜』（2015年11月23日、ダイバーシティ東京）
- トヨタホームリンク『氷じゃないスケートリンク』（2015年11月29日、オアシス21銀河の広場）
- 「SHUT YOUR MOUTH!!!!!!」発売前夜・スペシャルリクエストライブ（2015年12月15日、ヤマハ銀座スタジオ）
- 『FULL CHORUS』スタジオライブ（2015年12月15日放送、スカパー東京メディアセンター）
- 横山ルリカ 〜クリスマスイブ・スペシャルライブ〜（2015年12月24日、ヤマハ銀座スタジオ）

## メディアでの使用
楽曲は、以下のメディアで使用された。
- 日本テレビ『PON!』2015年11月度エンディングテーマ
- TOKYO MX『ディープJルーム』2015年12月度エンディングテーマ
- @FM『メガコンDJおねだりミュージック・アワー』2015年12月度マンスリーエンディングテーマ

## シングル収録トラック
| #         | タイトル                                | 作詞       | 作曲       | 編曲         | 時間  |
| --------- | --------------------------------------- | ---------- | ---------- | ------------ | ----- |
| 1.        | 「SHUT YOUR MOUTH!!!!!!」               | 前山田健一 | 前山田健一 | Initial Talk | 4:12  |
| 2.        | 「プレゼント」                          | 横山ルリカ | 板垣祐介   | 板垣祐介     | 5:06  |
| 3.        | 「New day」                             | S-KEY-A    | 石井健太郎 | 石井健太郎   | 4:28  |
| 4.        | 「SHUT YOUR MOUTH!!!!!!」(Instrumental) |            |            |              | 4:11  |
| 5.        | 「プレゼント」(Instrumental)            |            |            |              | 5:06  |
| 6.        | 「New day」(Instrumental)               |            |            |              | 4:25  |
| 合計時間: | 合計時間:                               | 合計時間:  | 合計時間:  | 合計時間:    | 27:30 |

| #         | タイトル                                | 作詞       | 作曲       | 編曲         | 時間  |
| --------- | --------------------------------------- | ---------- | ---------- | ------------ | ----- |
| 1.        | 「SHUT YOUR MOUTH!!!!!!」               | 前山田健一 | 前山田健一 | Initial Talk | 4:12  |
| 2.        | 「プレゼント」                          | 横山ルリカ | 板垣祐介   | 板垣祐介     | 5:07  |
| 3.        | 「SHUT YOUR MOUTH!!!!!!」(Instrumental) |            |            |              | 4:11  |
| 4.        | 「プレゼント」(Instrumental)            |            |            |              | 5:06  |
| 合計時間: | 合計時間:                               | 合計時間:  | 合計時間:  | 合計時間:    | 18:37 |

| #         | タイトル                               | 作詞 | 作曲・編曲 |
| --------- | -------------------------------------- | ---- | ---------- |
| 1.        | 「SHUT YOUR MOUTH!!!!!!」(Music Video) |      |            |
| 合計時間: | 合計時間:                              | 4:20 |            |

| #         | タイトル                          | 作詞  | 作曲・編曲 |
| --------- | --------------------------------- | ----- | ---------- |
| 1.        | 「SHUT YOUR MOUTH!!!!!!」(Making) |       |            |
| 合計時間: | 合計時間:                         | 12:35 |            |